# 6389 Ogawa
För andra betydelser, se Ogawa.
6389 Ogawa eller 1990 BX är en asteroid i huvudbältet som upptäcktes den 21 januari 1990 av de båda japanska astronomerna Kazuro Watanabe och Kin Endate vid Kitami-observatoriet. Den är uppkallad efter Shigeo Ogawa.
Asteroiden har en diameter på ungefär 6 kilometer.